# Jules Coignet
Jules Louis Philippe Coignet (* 2. November 1798 in Paris; † 1. April 1860 ebenda) war ein französischer Landschaftsmaler.

## Leben und Werk

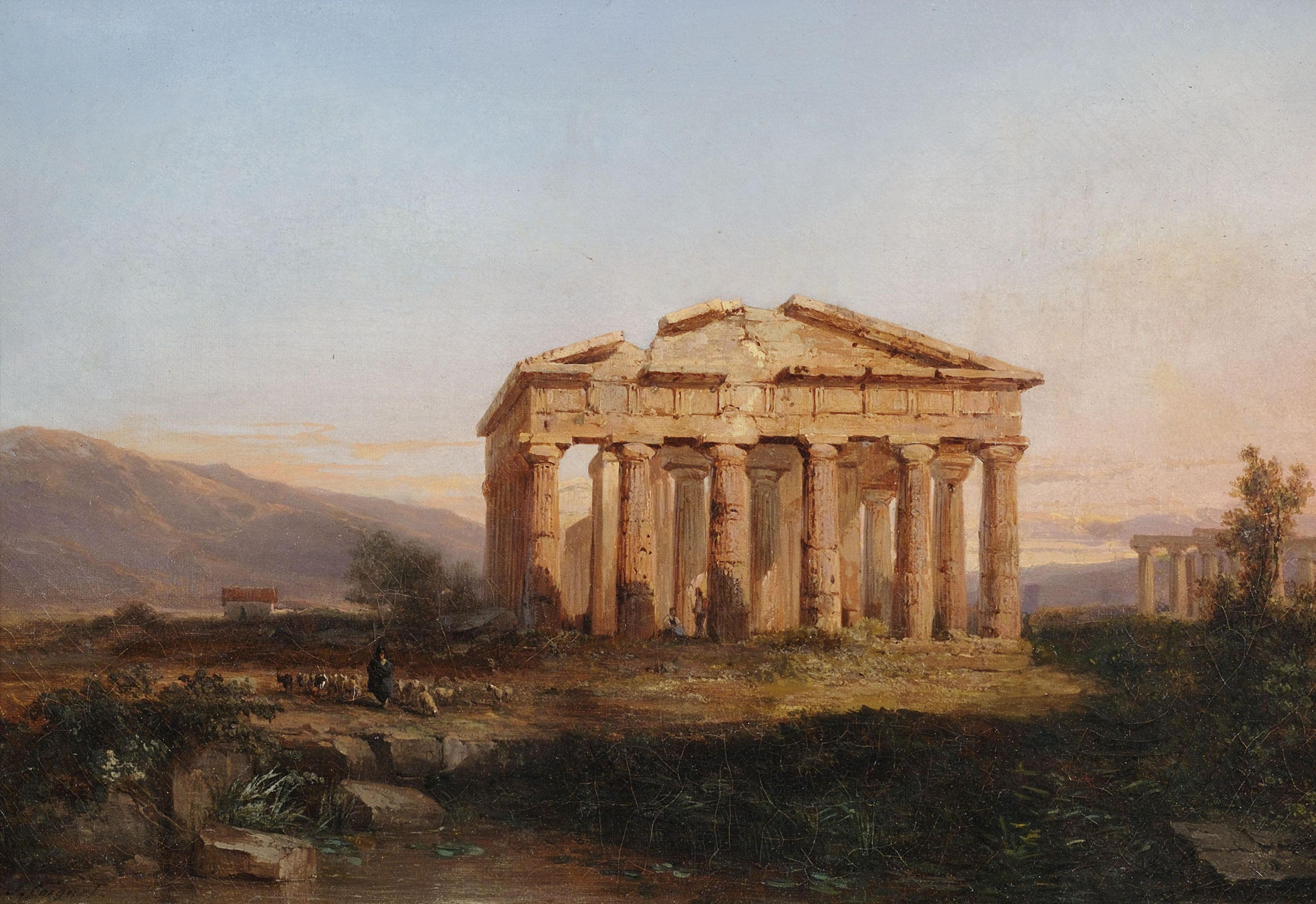
Tempel von Paestum

Jules Louis Philippe Coignet studierte etwa von 1818 bis 1820 bei Jean-Victor Bertin, einem der damals führenden französischen Landschaftsmaler. Er ging frühzeitig nach Italien und stellte dann von 1824 an zahlreiche, meist nach italienischen Motiven entstandene Landschaften aus. Wiederholte Reisen in Frankreich, dann in die Schweiz und Tirol sowie nach Syrien und Ägypten (1845) brachten neue Motive.
Coignet führte seine Landschaftsbilder sowohl in Öl als Aquarell aus. Auch dem Zeichnen mit Stift und Pastell wandte er seine Aufmerksamkeit zu; er edierte mehrere, in Lithographie ausgeführte Publikationen dieses Genres, so den Cours complet de paysages und Vues pittoresques de l’Italie dessinées d’après nature (Paris 1825). Er beteiligte sich eifrig an den Bestrebungen der französischen Maler, die Farbe mehr auszubilden, und verstand es, diese harmonisch zu gestalten und dabei doch dem Gegenstand einen idealen Charakter zu wahren. Zwischen den sog. Idealisten, die bloß schöne Linien suchten, und den Realisten, denen die Motive gleichgültig waren, hielt er die Mitte.
Die Hauptblüte Coignets fällt in die Zeit der Regierung des Königs Louis-Philippe. Regelmäßig stellte er seine Bilder im Pariser Salon aus. 1836 wurde er in Anerkennung seiner Verdienste zum Ritter der Ehrenlegion ernannt. Öfters zeigte er auch Werke auf Ausstellungen in Deutschland. Ein sehr charakteristisches Ölbild von ihm, Tempel von Paestum, war 1845 auf der Münchner Akademieausstellung zu sehen und wurde von König Ludwig für seine Sammlung von Werken neuerer Meister erworben; es wurde in der Neuen Pinakothek aufbewahrt. Ein weiteres hervorzuhebendes Gemälde trägt den Titel Füchse im Wald von Fontainebleau. Er starb am 1. April 1860 im Alter von 61 Jahren in Paris.